# Tom Price (homme politique)
Pour les articles homonymes, voir Price.
Ne doit pas être confondu avec Tom Price (Australie-Occidentale) ou Tom Price (acteur).
Thomas Edmunds Price, dit Tom Price, né le 8 octobre 1954 à Lansing (Michigan), est un homme politique américain. Membre du Parti républicain, il est représentant de Géorgie au Congrès des États-Unis à partir de janvier 2005 puis secrétaire à la Santé et aux Services sociaux entre février et septembre 2017 dans l'administration du président Donald Trump.

## Biographie
Tom Price est originaire de Lansing, capitale du Michigan. Diplômé de l'université du Michigan en 1979, il devient médecin.
Il est élu au Sénat de Géorgie à partir de 1997.
Il se présente à la Chambre des représentants des États-Unis en 2004. Après avoir remporté la primaire républicaine, il est élu sans opposant démocrate dans le 6e district de Géorgie. Il est depuis réélu tous les deux ans avec toujours plus de 64 % des voix.
Durant le 114e congrès, il préside la commission de la Chambre des représentants sur le budget.
En 2016, il soutient Donald Trump pour les primaires présidentielles du Parti républicain de 2016. Le 18 novembre, Trump le nomme au poste de secrétaire à la Santé et aux Services sociaux. Sa nomination est confirmée par le Sénat le 10 février 2017, par 52 voix contre 47.
En août 2017, la presse américaine lui reproche un usage inconsidéré et abusif de vols privés et de vols militaires coûteux au détriment de vols commerciaux pour ses déplacements professionnels, ce qui constituerait une violation des règles sur les frais de voyage des employés du gouvernement. Selon Politico, le total des frais engagés par Price pour ses vols privés et ses recours à des vols militaires s'élèverait à un plus d'un million de dollars. À cause de cette polémique, il démissionne le 29 septembre de la même année.

## Historique électoral

### Chambre des représentants
| Année | Tom Price | Démocrate | Indépendant |
| ----- | --------- | --------- | ----------- |
| Année |           |           |             |
| 2004  | 100,0 %   | —         | —           |
| 2006  | 72,4 %    | 27,6 %    | —           |
| 2008  | 68,5 %    | 31,5 %    | —           |
| 2010  | 99,9 %    | —         | 0,1 %       |
| 2012  | 64,5 %    | 35,5 %    | —           |
| 2014  | 66,0 %    | 34,0 %    | —           |
| 2016  | 61,6 %    | 38,4 %    | —           |